# Vytautas Gricius
Vytautas Gricius (* 21. November 1948 in Salantai, Rajongemeinde Kretinga) ist ein litauischer Politiker, ehemaliger Vizeminister und Stellvertreter des Handelsministers Litauens.

## Leben
Nach dem Abitur an der Mittelschule Palanga 1967 absolvierte er 1972 das Diplomstudium der Wirtschaft an der Lietuvos žemės ūkio akademija in Kaunas. Von 1985 bis 1988 war er als Handel-Attaché in der Mongolischen Volksrepublik tätig, anschließend arbeitete Gricius im Handelsministerium Litauens. Ab 1990 war er Stellvertreter des Handelsministers und von 1992 bis 1993 Stellvertreter des litauischen Ministers für internationale Wirtschaftsbeziehungen.
Von 1995 bis 2002 war Gricius Vorstandsmitglied des Versicherungsunternehmens ADB „Preventa“ sowie Direktor der Vilnius-Filiale und leitete von 2002 bis 2007 das Versicherungsunternehmen „RESO Europa“ als Generaldirektor und Vorstandsvorsitzender.
Gricius ist Mitglied der Darbo partija. Er ist verheiratet; mit Frau Regina hat er die Tochter Daiva und den Sohn Vytautas.